# Angelo Como Dagna Sabina
Angelo Silvio Giuseppe Como Dagna Sabina (geboren 3. Februar 1862 in Alba; gestorben 23. Mai 1939 in Villastellone) war ein italienischer Generalleutnant und Befehlshaber im Ersten Weltkrieg.

## Leben
Angelo Como Dagna Sabina war der Sohn des Rechtsanwaltes und Senators Alerino Como aus seiner zweiten Ehe mit Sabina Dagna. Er schlug die Offizierslaufbahn ein und wurde 1882 als Offizier der Infanterie zugeteilt. Nach seiner Beförderung zum Hauptmann 1892 unterrichtete er Militärgeschichte an der Militärschule in Modena. Von 1905 bis 1915 war er als Offizier, zuletzt im Rang eines Oberstleutnants, verschiedenen Infanterie- und Alpini-Regimentern zugeteilt.
Beim italienischen Kriegseintritt in den Ersten Weltkrieg im Mai 1915 befehligte er das 73. Infanterie-Regiment der Infanterie-Brigade Lombardia in der Ersten Isonzoschlacht. Nach Beginn der Zweiten Isonzoschlacht übernahm er im Juli des gleichen Jahres als Oberst den Befehl über die neu aufgestellte 2. Alpini-Gruppe. Im Dezember wurde er als geeignet angesehen eine Brigade zu führen und ihm das Kommando über die I. alpine Kampfgruppe, bestehend aus der 1. und der 2. Alpini-Gruppe, übergeben. Mit dieser Einheit stand er von Dezember 1915 bis März in den Julischen Alpen am Oberlauf des Isonzo und war unter anderem mit dem Ausbau der Verteidigungsstellungen des von den Alpini im Juni 1915 eroberten Monte Nero beschäftigt. Für seinen Einsatz unter anderem am Monte Nero wurde er mit der silbernen Tapferkeitsmedaille ausgezeichnet. Der gescheiterte Angriff durch die von Como Dagna Sabina befehligten Alpini-Einheiten auf den Monte Rombon nördlich von Flitsch im September 1916, sollte das Vorspiel für die verlustreichen Kämpfe 1917 werden.
Im März 1917 wurde Como Dagna Sabina mit seiner Kampfgruppe der auf der Hochfläche von Asiago stehenden 52. Infanterie-Division zugewiesen. Mit seiner Beförderung zum Generalmajor am 30. März 1917 übernahm er auch das Kommando über die Division, die zu einer Gebirgsdivision umgestaltet wurde und sich ausschließlich aus Alpini-Bataillonen zusammensetzte. Die Division unterstand dem XX. Armeekorps unter Generalleutnant Luca Montuori, die der von Generalleutnant Ettore Mambretti befehligten 6. Armee angehörte. An der Spitze der 52. Gebirgs-Division nahm er an der italienischen Offensive auf der Hochfläche von Asiago teil, mit der Teile der von der österreichisch-ungarischen Armee im Jahr zuvor während der Südtiroloffensive besetzten Gebiete zurückerobert werden sollten und die in der Ortigaraschlacht im Juni 1917 gipfelte. Bei der dreiwöchigen Schlacht um den Monte Ortigara vom 10. bis 29. Juni 1917 verlor die Division einen Großteil ihres Bestandes von 22 Alpini-Bataillonen, ohne einen abschließenden Erfolg zu verzeichnen. Im Gegensatz zu anderen an der Schlacht beteiligten Befehlshabern verlor Como Dagna Sabina allerdings nicht sein Kommando und wurde sogar mit einer bronzenen Tapferkeitsmedaille ausgezeichnet. Mit der 52. Division verblieb er auch in der Folge auf der Hochfläche von Asiago und war im Rahmen der Ersten Piaveschlacht im Dezember 1917 in Abwehrkämpfe am Ostrand der Hochebene und im Brentakanal gegen die von Franz Conrad von Hötzendorf befehligte und nach ihm benannte Heeresgruppe verwickelt. Im gleichen Jahr noch wurde er zum Generalleutnant befördert. Im Mai 1918 gab er schließlich das Kommando über die 52. Gebirgs-Division ab. Bis zum Kriegsende wurde er mit keinem weiteren Kommando betraut. 1925 schied er aus dem aktiven Dienst aus.
In seinem 1934 veröffentlichten Buch über die vernichtende Niederlage am Monte Ortigara wies er auf taktische Fehler in der Führung des Unternehmens ihm überstehender Befehlshaber hin. Insbesondere kritisierte er die vom damalige italienischen Generalstabschef Luigi Cadorna propagierte Taktik des Frontalangriffes auf einem schwierigen gebirgigen Angriffsgelände. Como Dagna Sabina hatte bereits im April 1917 bei der Vorbereitung der Offensive vergeblich darauf aufmerksam gemacht, dass eine eventuelle Besetzung des Ortigaras nur mit Hilfe eines nachfolgenden Flankenangriffes sowie kleinerer flankierender Operationen Aussicht auf Erfolg haben könnte. Er konnte sich zum damaligen Zeitpunkt mit seiner Meinung nicht durchsetzten und beharrte auch nicht auf seinen Vorschlägen, da er sich nicht dem Vorwurf von Disziplinlosigkeit aussetzen wollte.

## Schriften
- L’Ortigara: Giugno 1917: Un pò di luce sull’indirizzo e sullo svolgimento dell’operazione. Liber, Mailand 1934.